# Rallye de Nouvelle-Zélande 1985
Le Rallye de Nouvelle-Zélande 1985 (16th Clarion Rally of New Zealand), disputé du 29 juin au 2 juillet 1985, est la cent-quarante-deuxième manche du championnat du monde des rallyes (WRC) courue depuis 1973, et la septième manche du championnat du monde des rallyes 1985.

## Contexte avant la course

### Le championnat du monde

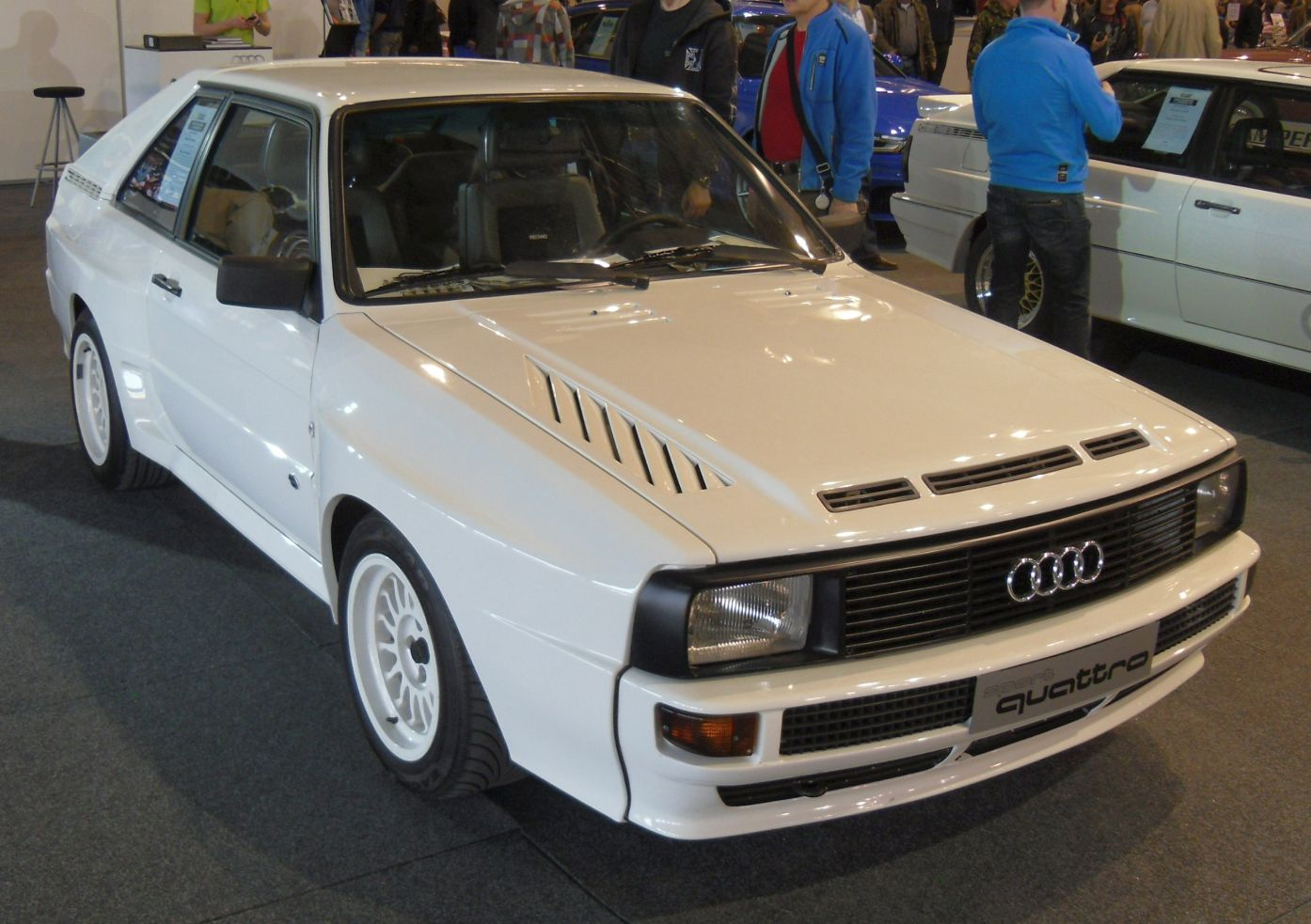
L'Audi Sport Quattro a été construite à un minimum de 200 exemplaires afin de répondre aux critères d'homologation groupe B des modèles utilisés en compétition.

Ayant succédé en 1973 au championnat international des marques (en vigueur de 1970 à 1972), le championnat du monde des rallyes comprend généralement une douzaine manches, comprenant les plus célèbres épreuves routières internationales, telles le Rallye Monte-Carlo, le Safari ou le RAC Rally. Depuis 1979, le championnat des constructeurs a été doublé d'un championnat pilotes, ce dernier remplaçant l'éphémère Coupe des conducteurs, organisée à seulement deux reprises en 1977 et 1978. Le calendrier 1985 intègre douze manches pour l'attribution du titre de champion du monde des pilotes mais seulement onze sélectives pour le championnat des marques (le Rallye de Côte d'Ivoire en étant exclu). Les épreuves sont réservées aux catégories suivantes :
- Groupe N : voitures de grande production de série, ayant au minimum quatre places, fabriquées à au moins 5000 exemplaires en douze mois consécutifs ; modifications très limitées par rapport au modèle de série (bougies, amortisseurs).
- Groupe A : voitures de tourisme de grande production, fabriquées à au moins 5000 exemplaires en douze mois consécutifs, avec possibilité de modifications des pièces d'origine ; poids minimum fonction de la cylindrée.
- Groupe B : voitures de grand tourisme, fabriquées à au moins 200 exemplaires en douze mois consécutifs, avec possibilité de modifications des pièces d'origine (extension d'homologation portant sur 10% de la production[2]).

Ayant remporté quatre des six manches déjà disputées, les 205 Turbo 16 dominent la saison 1985, permettant à Peugeot de mener largement le championnat avec trente-deux points d'avance sur Audi, tenant du titre. Grâce à ses deux victoires au Portugal et en Grèce et n'ayant enregistré qu'un seul abandon, Timo Salonen, nouvelle recrue du constructeur français, domine le classement des pilotes avec dix-huit points d'avance sur Stig Blomqvist, le champion sortant, qui n'a pas encore réussi à imposer son Audi Quattro cette année. Après avoir brillamment remporté les deux premières épreuves (Monte-Carlo et Suède), Ari Vatanen a ensuite connu une noire malchance et n'occupe que la troisième place du classement provisoire, à vingt-huit points de son coéquipier Salonen.

### L'épreuve
Créé en 1969, le rallye de Nouvelle-Zélande est l'une des épreuves préférées des équipages. Empruntant majoritairement des chemins à la fois sinueux et rapides, dans un cadre pittoresque, il demande un pilotage de précision. Il fut intégré au championnat du monde des rallyes dès 1977. Depuis 1984, les étapes nocturnes ont été supprimées. Seuls Andrew Cowan (en 1972 et 1976) et Hannu Mikkola (en 1973 et 1979) ont réussi à s'y imposer à deux reprises.

## Le parcours
- départ : 29 juin 1985 d'Auckland
- arrivée : 2 juillet 1985 à Auckland

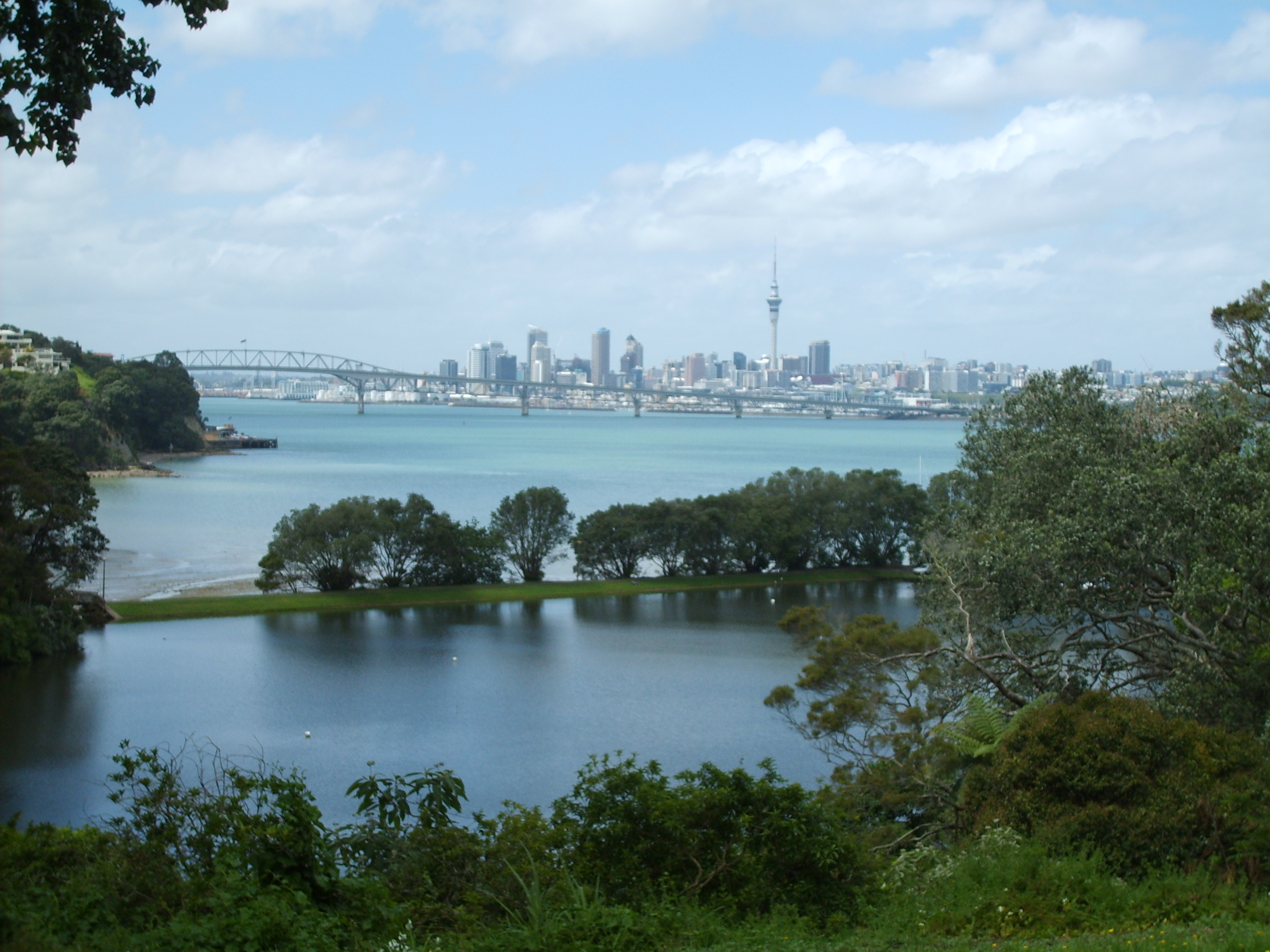
Auckland, centre névralgique du rallye de Nouvelle-Zélande.

- distance : 2427,13 km, dont 898,50 km sur 46 épreuves spéciales (48 épreuves initialement prévues pour un total de 935,50 km)
- surface : terre (95%) et asphalte (5%)
- Parcours divisé en quatre étapes[3]

### Première étape
- Auckland - Wellsford - Auckland, le 29 juin
- distance : 595,88 km, dont 230,08 km sur 11 épreuves spéciales (12 épreuves initialement prévues pour un total de 242,08 km)

### Deuxième étape
- Auckland - Hamilton - Rotorua, le 30 juin
- distance : 576,76 km, dont 184,63 km sur 11 épreuves spéciales

### Troisième étape
- Rotorua - Kawerau - Rotorua - Taupo - Rotorua, le 1er juillet
- distance : 561,01 km, dont 251,96 km sur 12 épreuves spéciales

### Quatrième étape
- Rotorua - Piopio - Auckland, le 2 juillet
- distance : 693,48 km, dont 231,83 km sur 12 épreuves spéciales (13 épreuves initialement prévues pour un total de 256,83 km)

## Les forces en présence
- Audi

Audi Sport engage deux Sport Quattro groupe B pour Stig Blomqvist et Walter Röhrl. En configuration terre, ces coupés à moteur avant et transmission intégrale pèsent environ 1050 kg. Alimenté par un système d'injection électronique Bosch associé à un turbocompresseur KKK, leur cinq cylindres de 2110 cm3, doté d'une culasse vingt soupapes, développe jusqu'à 500 chevaux à 8000 tr/min avec la pression de suralimentation maximale. Les deux voitures utilisent la nouvelle boîte de vitesses à six rapports, apparue au Safari. Le pilote local Malcolm Stewart prendra le départ sur sa propre Quattro A2 (1150 kg, moteur avant cinq cylindres, 2121 cm3, turbo KKK, environ 350 chevaux, transmission intégrale). Les trois voitures sont chaussées de pneus Michelin. 
- Peugeot

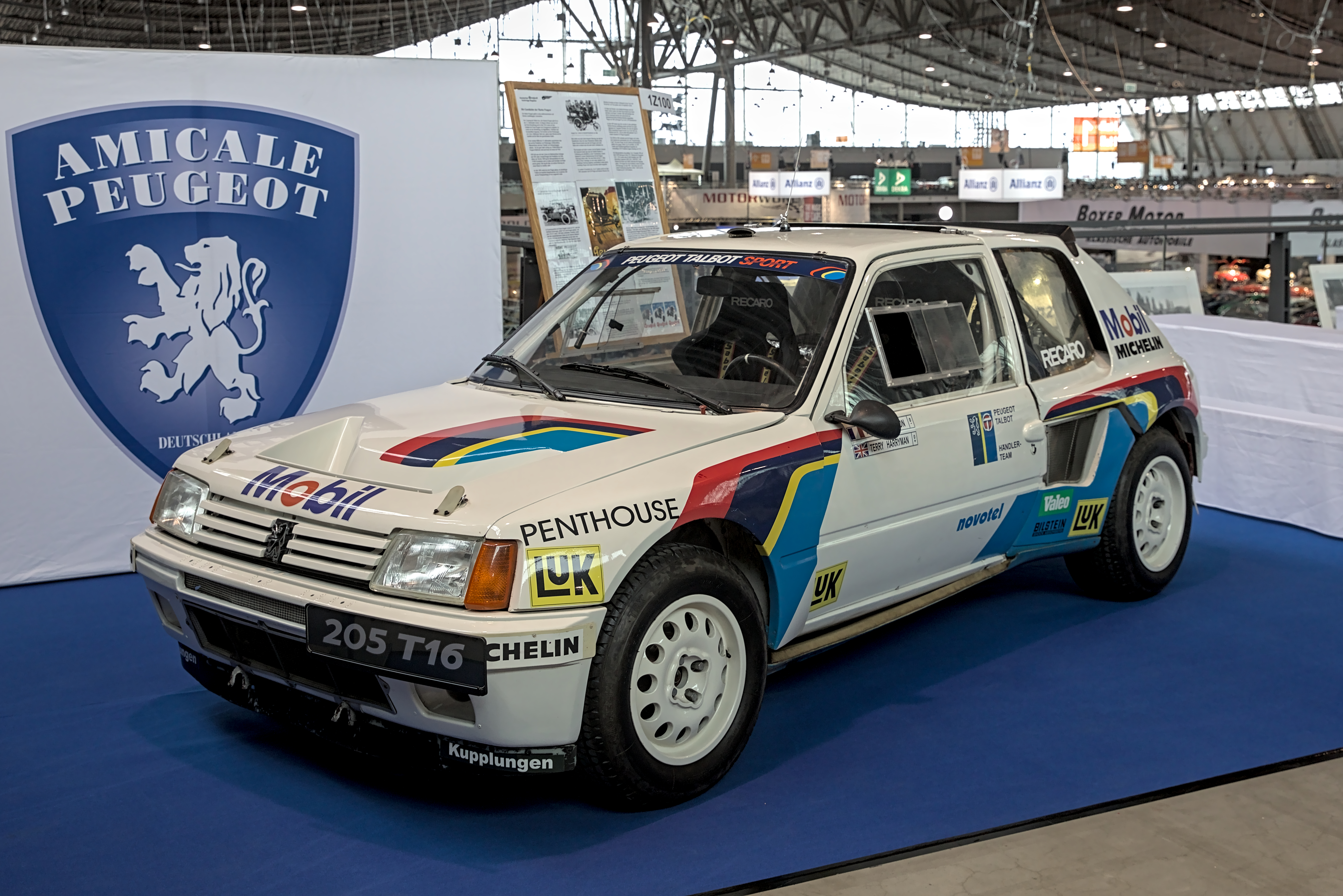
La Peugeot 205 Turbo 16 groupe B, seul modèle du plateau à allier moteur central arrière et transmission intégrale.

Peugeot Talbot Sport aligne deux 205 Turbo 16 groupe B pour Ari Vatanen et Timo Salonen. Elles se caractérisent par leur architecture alliant moteur central arrière et transmission intégrale. Alimenté par un système d'injection électronique Bosch associé à un turbocompresseur KKK, le quatre cylindres de 1775 cm3 délivre 350 chevaux à 7200 tr/min. Nettement moins puissantes que les Audi, elles se révèlent toutefois nettement plus agiles grâce à leur poids modéré (980 kg) et leur compacité (3,82 mètres de long, soit 30 centimètres de moins que leurs rivales allemandes). Elles sont équipées de pneus Michelin.
- Toyota

Deux Celica TCT groupe B ont été préparés par le Toyota Team Europe pour Björn Waldegård et Juha Kankkunen. Ces coupés à transmission classique sont animés par un moteur quatre cylindres de 2090 cm3 alimenté par un système d'injection électronique Nippon Denso associé à un turbocompresseur KKK. La puissance disponible est de 350 chevaux à 8500 tr/min. Les Toyota utilisent des pneus Pirelli. La veille du départ, Hans Thorszelius, copilote attitré de Waldegård, était cloué au lit et le pilote suédois a proposé au journaliste belge Michel Lizin de prendre sa place dans le baquet de droite. Les notes de Thorszelius étant rédigées en suédois, l'équipage prendra le départ avec un handicap certain. Le constructeur japonais est aussi très présent en groupe A, avec pas moins de quatorze Corolla ou Starlet engagées par des pilotes locaux, dont Paul Adams sur une Corolla GT.
- Nissan

Nissan New Zealand a engagé trois coupés 240RS groupe B pour Shekhar Mehta, Reg Cook et Jim Donald. Pesant environ une tonne, ils sont dotés d'une transmission classique et d'un moteur quatre cylindres alimenté par deux carburateurs double corps Solex ; Mehta et Cook disposent de la version ET (2390 cm3, de 275 chevaux à 8000 tr/min), Donald se contentant d'un modèle de l'année précédente (2340 cm3, 260 chevaux). Tous trois utilisent des pneus Dunlop de fabrication japonaise.
- Mazda

Bien que le constructeur japonais ne participe pas officiellement à l'épreuve, cinq RX-7 groupe B sont au départ, engagées par des pilotes locaux, les plus en vue étant Neil Allport, Mike Montgomery et Stuart Eyre. Ces coupés à moteur rotatif et transmission classique pèsent environ une tonne. D'une cylindrée de 1308 cm3 (équivalant à 2616 cm3 pour un moteur à quatre temps), leur birotor, alimenté par un carburateur double-corps Weber, délivre 280 chevaux à 8000 tr/min.
- Subaru

Engagées par des pilotes privés, six Leone RX Turbo groupe A (transmission intégrale, moteur turbo quatre cylindres à plat de 1800 cm3, 180 chevaux) seront au départ. Elles seront favorites dans leur catégorie, en particulier celles de Possum Bourne, de Mike Kirkland ou de Tony Teesdale.
- Ford

Victorieuses à quatre reprises de l'épreuve néo-zélandaises, les anciennes Escort MkII, à transmission classique, sont toujours très prisées ici. Faisant partie des meilleurs pilotes locaux, Ian Tulloch et Brian Stokes s'alignent sur des modèles RS1800 groupe B, d'une puissance de l'ordre de 260 chevaux.

## Déroulement de la course

### Première étape
Le départ est donné d'Auckland le samedi matin, par temps sec. Si les Peugeot 205 de Timo Salonen et Ari Vatanen dominent la première épreuve chronométrée, dans la deuxième, très rapide, les Audi Quattro bénéficient de leur puissance supérieure et Stig Blomqvist et Walter Röhrl se hissent aux deux premières places de la course. La Toyota de Björn Waldegård a été immobilisée à deux kilomètres de l'arrivée à cause d'un arbre de transmission cassé. Les mécaniciens de l'équipe japonaise dépannent l'équipage sur place, mais le pilote suédois perd plus d'une heure avant de pouvoir repartir et regagner le point d'assistance pour une réparation complète, qui lui coûtera cinquante minutes de pénalités routières. Il se retrouve dernier du classement général avec deux heures de retard ! Salonen et Röhrl font pratiquement jeu égal dans le secteur suivant, le pilote allemand s'installant au commandement avec huit secondes d'avance sur son coéquipier Blomqvist et treize sur Salonen, tandis que Vatanen, qui a été retardé par un tête-à-queue, est à trente-cinq secondes de l'Audi de tête.  Première des voitures à deux roues motrices, la Toyota de Juha Kankkunen, cinquième au classement général, accuse un retard de près de deux minutes. Dans les trois épreuves suivantes, Röhrl profite des longues lignes droites et des passages sur asphalte pour creuser l'écart sur ses poursuivants. À mi-étape, il possède quarante-trois secondes d'avance sur Salonen et quatre-vingt-trois sur Vatanen. Nettement moins à l'aise que son coéquipier, Blomqvist a rétrogradé en quatrième position, quelques secondes plus loin. Plus sinueux, les secteurs suivants sont favorables aux Peugeot et au retour à Auckland, à la tombée de la nuit, Salonen a réduit son retard à seize secondes. Vatanen, toujours troisième, est à une minute de l'Audi de tête, tandis que Blomqvist, qui a concédé beaucoup de terrain, est maintenant à deux minutes et demie de son coéquipier. Toujours cinquième, Kankunnen précède les Nissan de Reg Cook (premier pilote local) et de Shekhar Mehta, talonnées par l'Audi Quattro privée de Malcolm Stewart et la Mazda de Neil Allport. Douzième sur sa Toyota Corolla, Paul Adams est en tête du groupe A juste devant les Subaru de Tony Teesdale et de Possum Bourne. Cinquante-six équipages ont terminé l'étape mais Waldegård, avant-dernier avec plus de deux heures de handicap, décide, en accord avec son équipe, de ne pas repartir le lendemain.

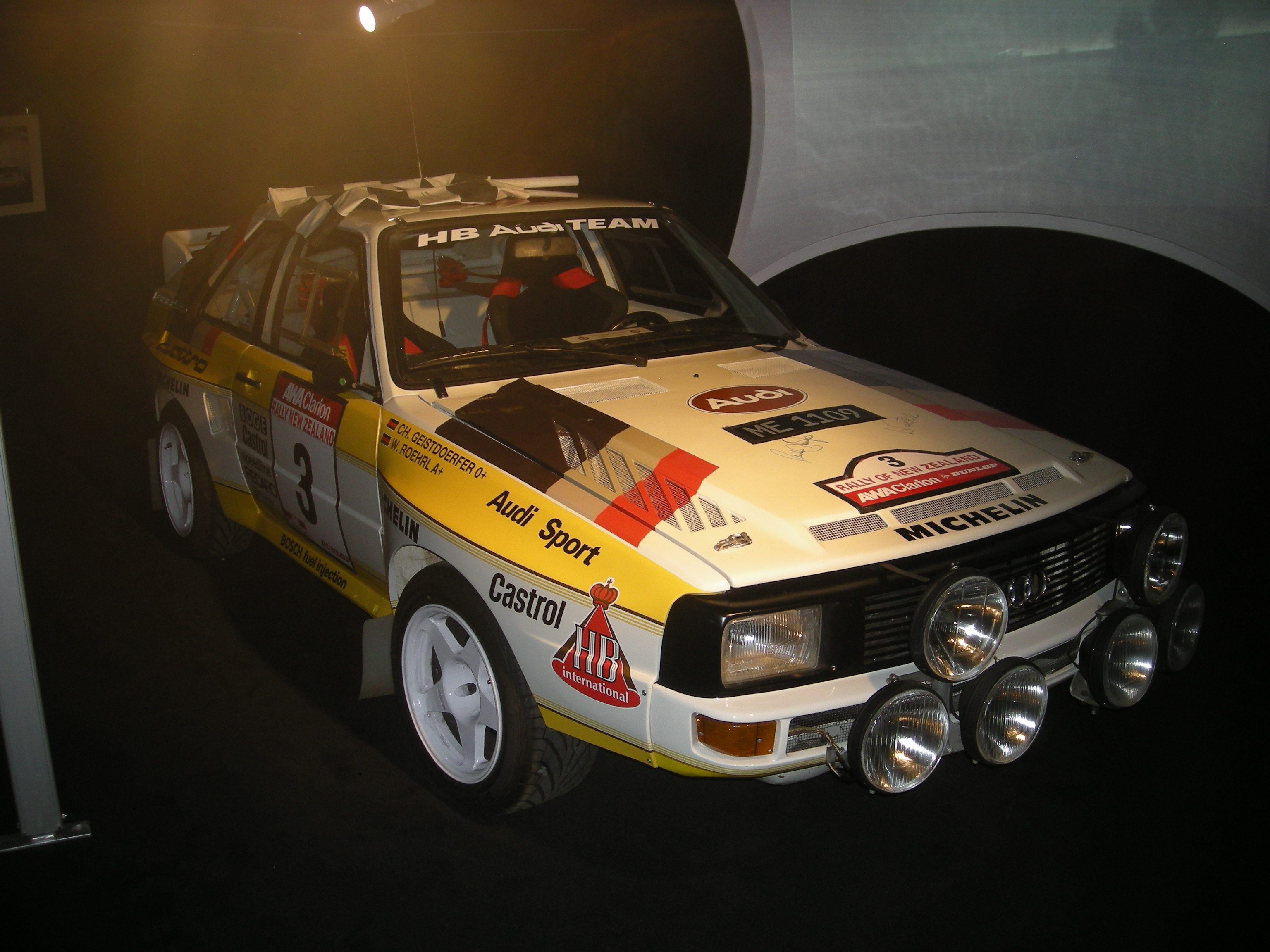
L'Audi Sport Quattro de Walter Röhrl, en tête au terme de la première étape.

| Pos. | Pilote          | Copilote              | Voiture                     | Groupe | Temps           | Écart             |
| ---- | --------------- | --------------------- | --------------------------- | ------ | --------------- | ----------------- |
| 1    | Walter Röhrl    | Christian Geistdörfer | Audi Sport Quattro          | B      | 2 h 10 min 47 s |                   |
| 2    | Timo Salonen    | Seppo Harjanne        | Peugeot 205 Turbo 16        | B      | 2 h 11 min 03 s | + 16 s            |
| 3    | Ari Vatanen     | Terry Harryman        | Peugeot 205 Turbo 16        | B      | 2 h 11 min 47 s | + 1 min 00 s      |
| 4    | Stig Blomqvist  | Björn Cederberg       | Audi Sport Quattro          | B      | 2 h 13 min 21 s | + 2 min 34 s      |
| 5    | Juha Kankkunen  | Fred Gallagher        | Toyota Celica Twincam Turbo | B      | 2 h 19 min 31 s | + 8 min 44 s      |
| 6    | Reg Cook        | Wayne Jones           | Nissan 240RS                | B      | 2 h 22 min 58 s | + 12 min 11 s     |
| 7    | Shekhar Mehta   | Yvonne Mehta          | Nissan 240RS                | B      | 2 h 23 min 34 s | + 12 min 47 s     |
| 8    | Malcolm Stewart | Doug Parkhill         | Audi Quattro A2             | B      | 2 h 23 min 57 s | + 13 min 10 s     |
| 9    | Neil Allport    | Rodger Freeth         | Mazda RX-7                  | B      | 2 h 24 min 32 s | + 13 min 45 s     |
| 10   | Stuart Eyre     | Stuart McFarlanne     | Mazda RX-7                  | B      | 2 h 27 min 47 s | + 17 min 00 s     |
| 11   | Ian Tulloch     | John Cowan            | Ford Escort RS1800          | B      | 2 h 28 min 00 s | + 17 min 13 s     |
| 12   | Paul Adams      | Jim Scott             | Toyota Corolla GT           | A      | 2 h 29 min 05 s | + 18 min 18 s     |
| 13   | Tony Teesdale   | Bob Haldane           | Subaru Leone RX Turbo       | A      | 2 h 30 min 40 s | + 19 min 53 s     |
| 14   | Possum Bourne   | Michael Eggleton      | Subaru Leone RX Turbo       | A      | 2 h 30 min 49 s | + 20 min 02 s     |
| 15   | Keith Ogilvie   | Doug Bone             | Ford Escort RS1800          | B      | 2 h 31 min 48 s | + 21 min 01 s     |
|      |                 |                       |                             |        |                 |                   |
| 55   | Björn Waldegård | Michel Lizin          | Toyota Celica Twincam Turbo | B      | 4 h 30 min 47 s | + 2 h 20 min 00 s |

### Deuxième étape
Les cinquante-cinq équipages restant en course repartent d'Auckland le dimanche matin, en direction de Rotorua. Le temps est maussade et la pluie sera présente sur la majorité du parcours. Dans ces conditions, Röhrl, attaquant sans relâche, parvient à conserver l'avantage, creusant même légèrement l'écart sur Salonen. Mais peu après Hamilton, dans la courte épreuve spéciale de Mystery Creek disputée dans un parc sur un terrain particulièrement boueux, le pilote allemand prend énormément de risques pour tenter de compenser le sous-virage chronique de sa machine et le manque de souplesse de son moteur ; il finit par manquer un freinage et échoue dans le bas-côté, moteur calé. Il parvient à redémarrer mais la demi-minute perdue dans ce secteur d'à peine six kilomètres lui coûte sa première place : pour trois secondes, Salonen est passé devant. Röhrl réagit cependant et dans l'épreuve suivante reprend onze secondes à son adversaire et reprend la tête de la course. Mais des ennuis d'allumage et des problèmes de sélecteur de vitesses vont ensuite l'empêcher de défendre pleinement ses chances et de se maintenir au commandement. Et c'est avec vingt-trois secondes d'avance sur la première Audi et plus d'une minute et demie sur Vatanen que Salonen ralliera le parc fermé de Rotorua. Toujours quatrième, Blomqvist est à plus de trois minutes. La casse de son différentiel a coûté plus d'une heure à Kankunnen, qui a plongé au trente-deuxième rang, et c'est désormais Cook qui occupe la cinquième place juste devant son compatriote Allport. Des ennuis électriques ont énormément retardé Mehta dans le secteur d'Otorohanga ; désormais quarante-deuxième, le pilote Nissan ne prendra pas le départ de la troisième étape. Profitant d'une légère sortie de route d'Adams, Bourne, neuvième, a pris la tête du groupe A.

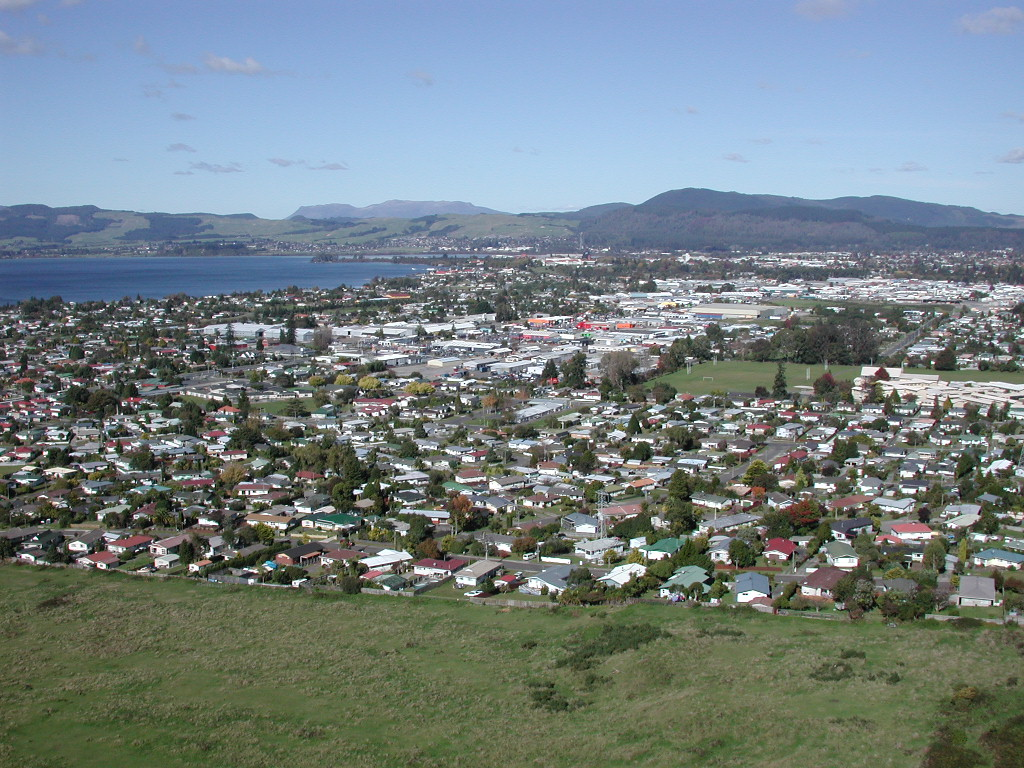
Les équipages ont rallié Rotorua le dimanche soir.

| Pos. | Pilote          | Copilote              | Voiture                     | Groupe | Temps           | Écart             |
| ---- | --------------- | --------------------- | --------------------------- | ------ | --------------- | ----------------- |
| 1    | Timo Salonen    | Seppo Harjanne        | Peugeot 205 Turbo 16        | B      | 3 h 55 min 51 s |                   |
| 2    | Walter Röhrl    | Christian Geistdörfer | Audi Sport Quattro          | B      | 3 h 56 min 14 s | + 23 s            |
| 3    | Ari Vatanen     | Terry Harryman        | Peugeot 205 Turbo 16        | B      | 3 h 57 min 31 s | + 1 min 40 s      |
| 4    | Stig Blomqvist  | Björn Cederberg       | Audi Sport Quattro          | B      | 3 h 59 min 13 s | + 3 min 22 s      |
| 5    | Reg Cook        | Wayne Jones           | Nissan 240RS                | B      | 4 h 21 min 21 s | + 25 min 30 s     |
| 6    | Neil Allport    | Rodger Freeth         | Mazda RX-7                  | B      | 4 h 21 min 56 s | + 26 min 05 s     |
| 7    | Malcolm Stewart | Doug Parkhill         | Audi Quattro A2             | B      | 4 h 24 min 34 s | + 28 min 43 s     |
| 8    | Ian Tulloch     | John Cowan            | Ford Escort RS1800          | B      | 4 h 29 min 10 s | + 33 min 19 s     |
| 9    | Possum Bourne   | Michael Eggleton      | Subaru Leone RX Turbo       | A      | 4 h 33 min 18 s | + 37 min 27 s     |
| 10   | Mike Montgomery | Peter Garnett         | Mazda RX-7                  | B      | 4 h 39 min 56 s | + 44 min 05 s     |
| 11   | Tony Teesdale   | Bob Haldane           | Subaru Leone RX Turbo       | A      | 4 h 40 min 36 s | + 44 min 45 s     |
| 12   | Mike Kirkland   | Mike Doughty          | Subaru Leone RX Turbo       | A      | 4 h 42 min 07 s | + 46 min 16 s     |
| 13   | Stuart Eyre     | Stuart McFarlanne     | Mazda RX-7                  | B      | 4 h 44 min 14 s | + 48 min 23 s     |
| 14   | Ray Wilson      | Graeme Vallery        | Toyota Starlet              | A      | 4 h 47 min 35 s | + 51 min 44 s     |
| 15   | Jim Donald      | Kevin Lancaster       | Nissan 240RS                | B      | 4 h 50 min 36 s | + 54 min 45 s     |
|      |                 |                       |                             |        |                 |                   |
| 32   | Juha Kankkunen  | Fred Gallagher        | Toyota Celica Twincam Turbo | B      | 5 h 21 min 51 s | + 1 h 26 min 00 s |

### Troisième étape
Les concurrents repartent de Rotorua le lundi matin, sur des pistes principalement sèches. Sur le parcours de liaison menant au départ de la première épreuve spéciale de la journée, Cook casse sa boîte de vitesses. La réparation lui coûtera quinze minutes de pénalité, le Néo-Zélandais rétrogradant de la cinquième à la neuvième place. Röhrl est également retardé par des problèmes de boîte de vitesses, l'huile chauffant exagérément ; le pilote allemand sera même bloqué sur le troisième rapport dans l'un des secteurs chronométrés, concédant alors une demi-minute supplémentaire sur Salonen, qui conforte sa position en tête de la course. Dans la soirée, Allport, qui occupait la cinquième place devant l'Audi de Stewart, sort de la route et doit abandonner. Salonen achève l'étape avec plus d'une minute et demie d'avance sur Röhrl, maintenant directement menacé par Vatanen, revenu à moins de trente secondes de la première Audi. Toujours gêné par un moteur ne délivrant pas toute sa puissance, Blomqvist, quatrième, est à près de quatre minutes du leader. Cinquième à plus de trois quarts d'heure, Stewart précède la Ford Escort de Ian Tulloch et la Subaru de Bourne, ce dernier menant toujours le groupe A. Bien que privé de toute chance de résultat, Kankkunen a disputé l'étape, remontant en dix-huitième position.
| Pos. | Pilote          | Copilote              | Voiture                     | Groupe | Temps           | Écart             |
| ---- | --------------- | --------------------- | --------------------------- | ------ | --------------- | ----------------- |
| 1    | Timo Salonen    | Seppo Harjanne        | Peugeot 205 Turbo 16        | B      | 6 h 13 min 07 s |                   |
| 2    | Walter Röhrl    | Christian Geistdörfer | Audi Sport Quattro          | B      | 6 h 14 min 50 s | + 1 min 43 s      |
| 3    | Ari Vatanen     | Terry Harryman        | Peugeot 205 Turbo 16        | B      | 6 h 15 min 19 s | + 2 min 12 s      |
| 4    | Stig Blomqvist  | Björn Cederberg       | Audi Sport Quattro          | B      | 6 h 16 min 58 s | + 3 min 51 s      |
| 5    | Malcolm Stewart | Doug Parkhill         | Audi Quattro A2             | B      | 6 h 59 min 40 s | + 46 min 33 s     |
| 6    | Ian Tulloch     | John Cowan            | Ford Escort RS1800          | B      | 7 h 11 min 29 s | + 58 min 22 s     |
| 7    | Possum Bourne   | Michael Eggleton      | Subaru Leone RX Turbo       | A      | 7 h 14 min 33 s | + 1 h 01 min 26 s |
| 8    | Reg Cook        | Wayne Jones           | Nissan 240RS                | B      | 7 h 16 min 38 s | + 1 h 03 min 31 s |
| 9    | Tony Teesdale   | Bob Haldane           | Subaru Leone RX Turbo       | A      | 7 h 24 min 48 s | + 1 h 11 min 41 s |
| 10   | Mike Kirkland   | Mike Doughty          | Subaru Leone RX Turbo       | A      | 7 h 26 min 18 s | + 1 h 13 min 11 s |
| 11   | Mike Montgomery | Peter Garnett         | Mazda RX-7                  | B      | 7 h 26 min 45 s | + 1 h 13 min 38 s |
| 12   | Stuart Eyre     | Stuart McFarlanne     | Mazda RX-7                  | B      | 7 h 30 min 06 s | + 1 h 16 min 59 s |
|      |                 |                       |                             |        |                 |                   |
| 18   | Juha Kankkunen  | Fred Gallagher        | Toyota Celica Twincam Turbo | B      | 7 h 55 min 19 s | + 1 h 42 min 12 s |

### Quatrième étape
Il pleut le mardi matin, pour le départ de la dernière étape. Vatanen attaque d'emblée et dépossède Röhrl de la deuxième place. Il continue sur sa lancée et remporte quatre spéciales consécutives, grignotant progressivement l'écart qui le sépare de son coéquipier. Parti prudemment pour assurer sa victoire, Salonen doit contre-attaquer et peu après Piopio reprend douze secondes à Vatanen. L'écart entre les deux hommes de tête est alors d'environ deux minutes et Jean Todt, directeur de Peugeot-Talbot Sport demande à ses pilotes de rester sur leurs positions. La course se termine sans incident notable, Salonen remportant sa troisième victoire de la saison devant Vatanen et les deux Audi de Röhrl et Blomqvist. Cinquième, Stewart est le mieux placé des pilotes locaux, juste devant Cook qui a regagné deux places au cours de cette dernière journée. Huitième, Bourne s'impose en groupe A. Alors qu'il était remonté en seizième position, Kankunnen avait dû renoncer au cours de la matinée, immobilisé à cause d'un fil électrique cassé. Trente-neuf voitures ont atteint l'arrivée.

### Classements intermédiaires
Classements intermédiaires des pilotes après chaque épreuve spéciale

### Classement général

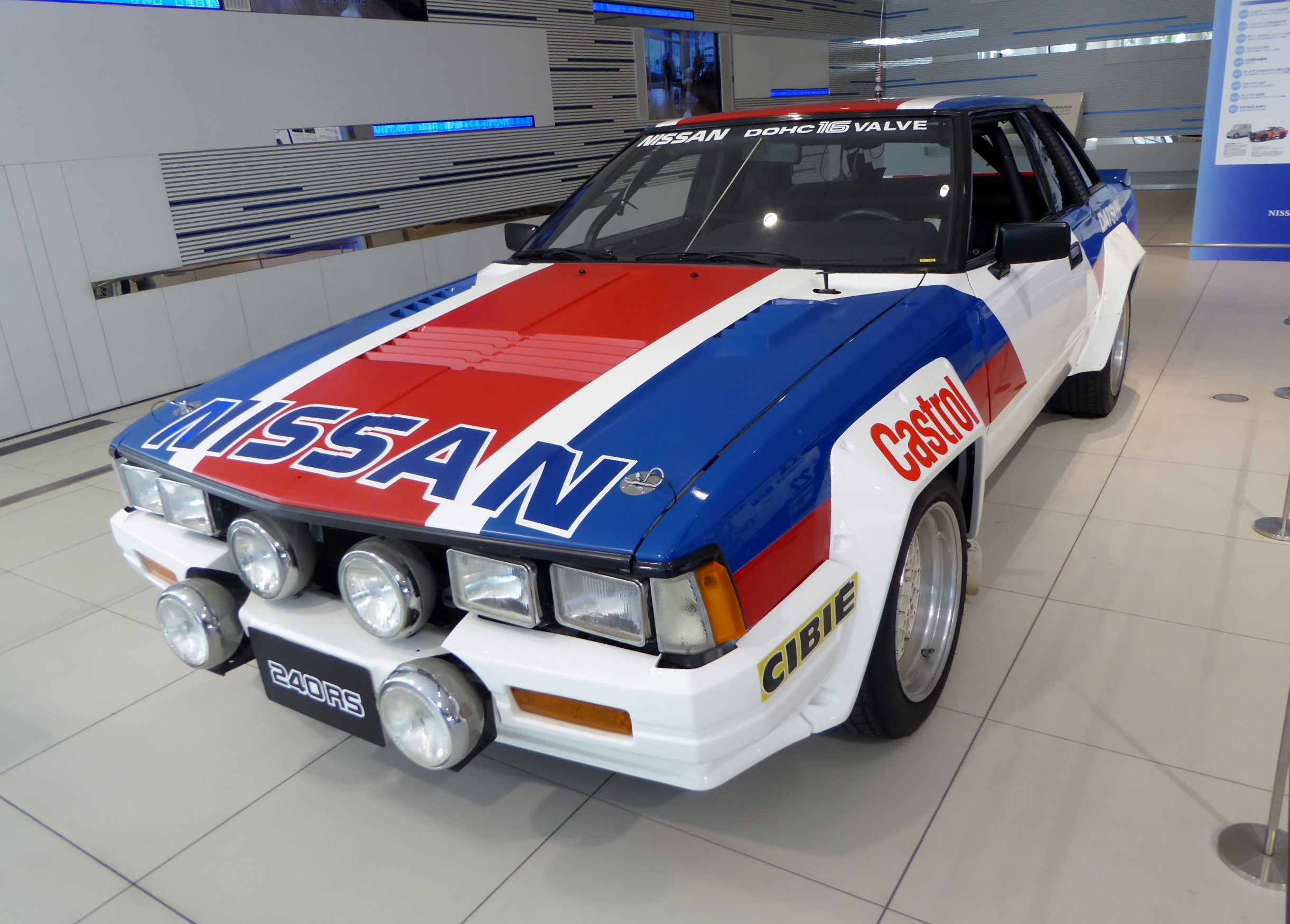
Une Nissan 240RS groupe B semblable à celle de Reg Cook, sixième de l'épreuve et la mieux classée des voitures à deux roues motrices.

| Pos | No | Pilote          | Copilote              | Voiture               | Temps            | Écart             | Groupe |
| --- | -- | --------------- | --------------------- | --------------------- | ---------------- | ----------------- | ------ |
| 1   | 5  | Timo Salonen    | Seppo Harjanne        | Peugeot 205 Turbo 16  | 8 h 29 min 16 s  |                   | B      |
| 2   | 2  | Ari Vatanen     | Terry Harryman        | Peugeot 205 Turbo 16  | 8 h 30 min 33 s  | + 1 min 17 s      | B      |
| 3   | 3  | Walter Röhrl    | Christian Geistdörfer | Audi Sport Quattro    | 8 h 31 min 42 s  | + 2 min 26 s      | B      |
| 4   | 1  | Stig Blomqvist  | Björn Cederberg       | Audi Sport Quattro    | 8 h 35 min 22 s  | + 6 min 06 s      | B      |
| 5   | 11 | Malcolm Stewart | Doug Parkhill         | Audi Quattro A2       | 9 h 29 min 04 s  | + 59 min 48 s     | B      |
| 6   | 10 | Reg Cook        | Wayne Jones           | Nissan 240RS          | 9 h 46 min 53 s  | + 1 h 17 min 37 s | B      |
| 7   | 14 | Ian Tulloch     | John Cowan            | Ford Escort RS1800    | 9 h 49 min 08 s  | + 1 h 19 min 52 s | B      |
| 8   | 18 | Possum Bourne   | Michael Eggleton      | Subaru Leone RX Turbo | 9 h 52 min 01 s  | + 1 h 22 min 45 s | A      |
| 9   | 16 | Jim Donald      | Kevin Lancaster       | Nissan 240RS          | 10 h 01 min 35 s | + 1 h 32 min 19 s | B      |
| 10  | 25 | Tony Teesdale   | Bob Haldane           | Subaru Leone RX Turbo | 10 h 01 min 54 s | + 1 h 32 min 38 s | A      |

### Équipages de tête
- ES1 :  Timo Salonen -  Seppo Harjanne (Peugeot 205 Turbo 16)
- ES2 :  Stig Blomqvist -  Björn Cederberg (Audi Sport Quattro)
- ES3 à ES16 :  Walter Röhrl -  Christian Geistdörfer (Audi Sport Quattro)
- ES17 :  Timo Salonen -  Seppo Harjanne (Peugeot 205 Turbo 16)
- ES18 :  Walter Röhrl -  Christian Geistdörfer (Audi Sport Quattro)
- ES19 à ES48 :  Timo Salonen -  Seppo Harjanne (Peugeot 205 Turbo 16)

### Vainqueurs d'épreuves spéciales
- Timo Salonen -  Seppo Harjanne (Peugeot 205 Turbo 16) : 17 spéciales (ES 1, 3, 7 à 9, 13, 15, 17, 20, 21, 24, 27 à 29, 33, 35, 40)
- Ari Vatanen -  Terry Harryman (Peugeot 205 Turbo 16) : 16 spéciales (ES 10, 12, 19, 21, 22, 25, 26, 29, 34, 36 à 39, 41 à 43)
- Walter Röhrl -  Christian Geistdörfer (Audi Sport Quattro) : 10 spéciales (ES 4 à 6, 16, 18, 23, 30 à 32, 47)
- Stig Blomqvist -  Björn Cederberg (Audi Sport Quattro) : 7 spéciales (ES 2, 14, 30, 32, 44, 46, 48)

## Résultats des principaux engagés
| No | Pilote          | Copilote              | Voiture                     | Groupe | Classement général                                | Class. groupe |
| -- | --------------- | --------------------- | --------------------------- | ------ | ------------------------------------------------- | ------------- |
| 1  | Stig Blomqvist  | Björn Cederberg       | Audi Sport Quattro          | B      | 4e à 6 min 06 s                                   | 4e            |
| 2  | Ari Vatanen     | Terry Harryman        | Peugeot 205 Turbo 16        | B      | 2e à 1 min 17 s                                   | 2e            |
| 3  | Walter Röhrl    | Christian Geistdörfer | Audi Sport Quattro          | B      | 3e à 2 min 26 s                                   | 3e            |
| 4  | Björn Waldegård | Michel Lizin          | Toyota Celica Twincam Turbo | B      | ab. au départ de la 2e étape (retrait volontaire) | -             |
| 5  | Timo Salonen    | Seppo Harjanne        | Peugeot 205 Turbo 16        | B      | 1er                                               | 1er           |
| 6  | Juha Kankkunen  | Fred Gallagher        | Toyota Celica Twincam Turbo | B      | ab. après la 39e spéciale (électricité)           | -             |
| 7  | Shekhar Mehta   | Yvonne Mehta          | Nissan 240RS                | B      | ab. après la 23e spéciale (retrait volontaire)    | -             |
| 8  | Mike Kirkland   | Mike Doughty          | Subaru Leone RX Turbo       | A      | 12e à 1 h 34 min 19 s                             | 3e            |
| 10 | Reg Cook        | Wayne Jones           | Nissan 240RS                | B      | 6e à 1 h 17 min 37 s                              | 6e            |
| 11 | Malcolm Stewart | Doug Parkhill         | Audi Quattro A2             | B      | 5e à 59 min 48 s                                  | 5e            |
| 12 | Neil Allport    | Rodger Freeth         | Mazda RX-7                  | B      | ab. dans la 34e spéciale (sortie de route)        | -             |
| 14 | Ian Tulloch     | John Cowan            | Ford Escort RS1800          | B      | 7e à 1 h 19 min 52 s                              | 7e            |
| 15 | Brian Stokes    | Robin Kerr            | Ford Escort RS1800          | B      | 18e à 2 h 17 min 54 s                             | 11e           |
| 16 | Jim Donald      | Kevin Lancaster       | Nissan 240RS                | B      | 9e à 1 h 32 min 19 s                              | 8e            |
| 17 | Mike Montgomery | Peter Garnett         | Mazda RX-7                  | B      | 11e à 1 h 33 min 28 s                             | 9e            |
| 18 | Possum Bourne   | Michael Eggleton      | Subaru Leone RX Turbo       | A      | 8e à 1 h 22 min 45 s                              | 1er           |
| 19 | Paul Adams      | Jim Scott             | Toyota Corolla GT           | A      | ab. dans la 39e spéciale (moteur)                 | -             |
| 24 | Stuart Eyre     | Stuart McFarlanne     | Mazda RX-7                  | B      | ab. dans la 40e spéciale                          | -             |
| 25 | Tony Teesdale   | Bob Haldane           | Subaru Leone RX Turbo       | A      | 10e à 1 h 32 min 38 s                             | 2e            |
| 29 | Ray Wilson      | Graeme Vallery        | Toyota Starlet              | A      | 16e à 2 h 05 min 59 s                             | 7e            |
| 31 | Keith Ogilvie   | Doug Bone             | Ford Escort RS1800          | B      | ab. dans la 2e étape                              | -             |

## Classements des championnats à l'issue de la course

### Constructeurs
- Attribution des points : 10, 9, 8, 7, 6, 5, 4, 3, 2, 1 respectivement aux dix premières marques de chaque épreuve, additionnés de 8, 7, 6, 5, 4, 3, 2, 1 respectivement aux huit premières de chaque groupe (seule la voiture la mieux classée de chaque constructeur marque des points). Les points de groupe ne sont attribués qu'aux concurrents ayant terminé dans les dix premiers au classement général[7].
- Seuls les huit meilleurs résultats (sur onze épreuves) sont retenus pour le décompte final des points.

| Pos. | Marque     | Points | M-C  | SUE  | POR  | SAF  | COR  | ACR  | NZ   | ARG | FIN | SAN | RAC |
| ---- | ---------- | ------ | ---- | ---- | ---- | ---- | ---- | ---- | ---- | --- | --- | --- | --- |
| 1    | Peugeot    | 112    | 10+8 | 10+8 | 10+8 | 4+2  | 9+7  | 10+8 | 10+8 |     |     |     |     |
| 2    | Audi       | 76     | 9+7  | 9+7  | 8+6  | -    | -    | 9+7  | 8+6  |     |     |     |     |
| 3    | Nissan     | 38     | -    | -    | 3+1  | 8+6  | -    | 7+5  | 5+3  |     |     |     |     |
| 4    | Toyota     | 28     | -    | -    | 2+8  | 10+8 | -    | -    | -    |     |     |     |     |
| 5    | Renault    | 24     | 4+2  | -    | -    | -    | 10+8 | -    | -    |     |     |     |     |
| 5=   | Lancia     | 24     | 5+3  | -    | 9+7  | -    | -    | -    | -    |     |     |     |     |
| 5=   | Porsche    | 24     | -    | -    | -    | -    | 8+6  | 6+4  | -    |     |     |     |     |
| 8    | Mazda      | 20     | -    | 3+3  | -    | -    | -    | 8+6  | -    |     |     |     |     |
| 8=   | Subaru     | 20     | -    | -    | -    | 1+8  | -    | -    | 3+8  |     |     |     |     |
| 10   | Opel       | 16     | -    | 2+2  | -    | 7+5  | -    | -    | -    |     |     |     |     |
| 11   | Alfa Romeo | 14     | -    | -    | -    | -    | 6+8  | -    | -    |     |     |     |     |
| 11=  | Ford       | 14     | -    | -    | 5+3  | -    | -    | -    | 4+2  |     |     |     |     |
| 13   | Volkswagen | 10     | -    | -    | -    | -    | -    | 2+8  | -    |     |     |     |     |
| 14   | BMW        | 9      | -    | -    | -    | -    | 1+8  | -    | -    |     |     |     |     |
| 15   | Talbot     | 8      | -    | -    | -    | -    | 4+4  | -    | -    |     |     |     |     |
| 16   | Citroën    | 4      | 3+1  | -    | -    | -    | -    | -    | -    |     |     |     |     |

### Pilotes
- Attribution des points : 20, 15, 12, 10, 8, 6, 4, 3, 2, 1 respectivement aux dix premiers de chaque épreuve.
- Seuls les sept meilleurs résultats (sur douze épreuves) sont retenus pour le décompte final des points.

Comptant trois succès en championnat cette saison sur sa Peugeot 205T16, Timo Salonen (vu ici lors de sa première victoire de l'année, au Portugal) a pris une sérieuse option sur le titre mondial 1985.

| Pos. | Pilote           | Marque     | Points | M-C | SUE | POR | SAF | COR | ACR | NZ | ARG | FIN | SAN | CIV | RAC |
| ---- | ---------------- | ---------- | ------ | --- | --- | --- | --- | --- | --- | -- | --- | --- | --- | --- | --- |
| 1    | Timo Salonen     | Peugeot    | 88     | 12  | 12  | 20  | 4   | -   | 20  | 20 |     |     |     |     |     |
| 2    | Stig Blomqvist   | Audi       | 60     | 10  | 15  | 10  | -   | -   | 15  | 10 |     |     |     |     |     |
| 3    | Ari Vatanen      | Peugeot    | 55     | 20  | 20  | -   | -   | -   | -   | 15 |     |     |     |     |     |
| 4    | Walter Röhrl     | Audi       | 39     | 15  | -   | 12  | -   | -   | -   | 12 |     |     |     |     |     |
| 5    | Bruno Saby       | Peugeot    | 23     | 8   | -   | -   | -   | 15  | -   | -  |     |     |     |     |     |
| 6    | Juha Kankkunen   | Toyota     | 20     | -   | -   | -   | 20  | -   | -   | -  |     |     |     |     |     |
| 6=   | Jean Ragnotti    | Renault    | 20     | -   | -   | -   | -   | 20  | -   | -  |     |     |     |     |     |
| 8    | Massimo Biasion  | Lancia     | 17     | 2   | -   | 15  | -   | -   | -   | -  |     |     |     |     |     |
| 9    | Mike Kirkland    | Nissan     | 16     | -   | -   | -   | 12  | -   | 4   | -  |     |     |     |     |     |
| 10   | Björn Waldegård  | Toyota     | 15     | -   | -   | -   | 15  | -   | -   | -  |     |     |     |     |     |
| 10=  | Ingvar Carlsson  | Mazda      | 15     | -   | 3   | -   | -   | -   | 12  | -  |     |     |     |     |     |
| 12   | Bernard Béguin   | Porsche    | 12     | -   | -   | -   | -   | 12  | -   | -  |     |     |     |     |     |
| 13   | Hannu Mikkola    | Audi       | 10     | -   | 10  | -   | -   | -   | -   | -  |     |     |     |     |     |
| 13=  | Rauno Aaltonen   | Opel       | 10     | -   | -   | -   | 10  | -   | -   | -  |     |     |     |     |     |
| 13=  | Billy Coleman    | Porsche    | 10     | -   | -   | -   | -   | 10  | -   | -  |     |     |     |     |     |
| 13=  | Shekhar Mehta    | Nissan     | 10     | -   | -   | -   | -   | -   | 10  | -  |     |     |     |     |     |
| 17   | Per Eklund       | Audi       | 8      | -   | 8   | -   | -   | -   | -   | -  |     |     |     |     |     |
| 17=  | Werner Grissmann | Audi       | 8      | -   | -   | 8   | -   | -   | -   | -  |     |     |     |     |     |
| 17=  | Erwin Weber      | Opel       | 8      | -   | -   | -   | 8   | -   | -   | -  |     |     |     |     |     |
| 17=  | Yves Loubet      | Alfa Romeo | 8      | -   | -   | -   | -   | 8   | -   | -  |     |     |     |     |     |
| 17=  | Saeed Al-Hajri   | Porsche    | 8      | -   | -   | -   | -   | -   | 8   | -  |     |     |     |     |     |
| 17=  | Malcolm Stewart  | Audi       | 8      | -   | -   | -   | -   | -   | -   | 8  |     |     |     |     |     |